# Rajendranath Zutshi
Rajendranath Zutshi, znany jako Raj Zutshi (ur. 4 lutego 1961 w Śrinagar) – indyjski aktor grający w filmach w języku hindi.
Jest mężem siostry aktora Aamira Khana.

## Filmografia
1. Dhan Dhana Dhan Goal (2007) (as Raj Zutshi) – Monty Singh
2. Gandhi, My Father (2007) – Tea Stall Owner
3. Frozen (2007) – Dawa
4. Naqaab: Disguised Intentions (2007) – Detective Sam
5. Life Mein Kabhie Kabhiee (2007) – Raj Gujral
6. Nowożeńcy (2007)
7. Rockin' Meera (2006) – Prem
8. Sandwich (2006) – Vicky B. Singh
9. 36 China Town (2006) (jako Raj Zutshi) – pijak
10. Zinda (2006) (as Raj Zutshi) – Woo Fong
11. Divorce: Not Between Husband and Wife (2005) – Shyam
12. Ek Ajnabee (2005) – Wong
13. Parzania (2005)
14. Freedom of Life (2005) – doktor
15. Ramji Londonwaley (2005) – Jay Kapoor
16. Kyaa Kool Hai Hum (2005) – D.K.Bose
17. Tango Charlie (2005)
18. Socha Na Tha (2005) – brat Aditi
19. American Daylight (2004) – Nirmal
20. Lakshya (2004) (as Raj Zutshi) – major Kaushal Verma
21. Krishna Cottage (2004) – Prof. Siddharth 'Sid' Das
22. Murder (2004) – inspektor Rajvir Singh
23. Love in Nepal (2004) – George
24. Rudraksh (2004) – Man in mental institute
25. Kiss Kis Ko (2004) (as Raj Zutshi) – Max
26. Lakeer – Forbidden Lines (2004)
27. Rules: Pyaar Ka Superhit Formula (2003) – Uday
28. Kahan Ho Tum (2003) – inspektor policji
29. Saaya (2003) – Moses
30. Haasil (2003) – Jashan
31. Road (2002) – Kishan bhai
32. Shararat (2002) – syn Gajanana
33. Nazarana (2002) (TV) – tata Ishity
34. Lagaan: Dawno temu w Indiach (2001) (jako Raj Zutshi) – Ismail
35. One 2 Ka 4 (2001) (jako Raj Zutshi) – Sawant
36. Grahan (2001) – mąż Parvati
37. Hum To Mohabbat Karega (2000)
38. Dead End (2000) (TV)
39. Dillagi (1999)
40. Manchala (1999) (as Raj Zutshi)
41. Hu Tu Tu (1999) (as Raj Zutshi)
42. Chachi 420 (1998) (jako Raj Zutchi) – Dr. Rohit
43. Maachis (1996) (jako Raj Zutshi) – Jaswant Singh Randhawa 'Jassi'
44. Tum Mere Ho (1990) (jako Nath Zutshi) – Damru
45. Shiva (1989/I) (jako Zutshi) – Prakash
46. Goonj (1989)
47. Qayamat Se Qayamat Tak (1988) (jako Zutshi) – Shyam
48. Holi (1984) (jako Rajendra Zutshi)